# Stoll Béla
Stoll Béla (Ecser, 1928. február 15. – Budapest, 2011. november 3.) irodalomtörténész, könyvtáros, tudományos kutató.

## Élete
A budapesti Werbőczy István Gimnáziumban érettségizett 1946-ban, az ELTE BTK keretében magyar–olasz szakon tanult, 1951-ben magyar szakos középiskolai tanári–könyvtáros diplomát szerzett. Az irodalomtudomány kandidátusa (1986), doktora (1995).
Pályáját az OSZK Régi és Ritka Nyomtatványok Tárában kezdte (1950–1952), majd 1952-53-ban a keszthelyi Helikon Könyvtár vezetője lett. 1953-tól az Irodalomtudományi Dokumentációs Csoport tudományos munkatársa, 1956-tól az MTA Irodalomtudományi Intézete tudományos munkatársa, 1986–1992 között főmunkatársa.
Elsősorban a régi magyar irodalom sajtó alá rendezésével foglalkozott. 1974-től József Attila-kutatóként is tevékenykedett. A filológia tudományának egyik megkerülhetetlen szaktekintélye volt.

## Elismerései
- 1973 – Akadémiai Díj I. osztály
- 1983 – Toldy Ferenc-emlékérem[1]

## Művei
- Heltai Gáspár: A részegségnek és tobzódásnak veszedelmes voltáról való dialogus; sajtó alá rendezte és a bevezetőt írta: Stoll Béla; Közoktatási Kiadó, Budapest 1951
- Magyar széphistóriák; sajtó alá rendezte, jegyzetekkel ellátta: Stoll Béla; Magvető, Budapest, 1955 (Magyar könyvtár)
- Virágénekek és mulatónóták. XVII-XVIII. század; összeállította, jegyzetekkel ellátta: Stoll Béla; Magvető, Budapest, 1956 (Magyar könyvtár)
- Régi magyar költők tára, XVII. század [Akadémiai Kiadó 1959-től], szerkesztette: 1967-től Stoll Béla, 1981-től Stoll Béla és Varga Imre, 1986-tól Stoll Béla [közreműködők: Klaniczay Tibor, Varga Imre]
- Szerelmi és lakodalmi versek; sajtó alá rendezte: Stoll Béla; Akadémiai, Budapest, 1961 (Régi magyar költők tára, 3.)
- A magyar kéziratos énekeskönyvek és versgyűjtemények bibliográfiája 1565-1840; összeállította: Stoll Béla; Akadémiai, Budapest, 1963
- A magyar irodalom története I. 1600-ig (társszerző); szerkesztette: Klaniczay Tibor; Akadémiai, Budapest, 1964
- A magyar irodalom története II. 1600-tól 1772-ig-ig (társszerző); szerkesztette: Klaniczay Tibor; Akadémiai, Budapest, 1964
- Magyar széphistóriák; sajtó alá rendezte: Stoll Béla; Magyar Helikon, Budapest, 1965
- Az unitáriusok költészete; sajtó alá rendezte: Stoll Béla, Tarnócz Márton, Varga Imre; Akadémiai, Budapest, 1967 (Régi magyar költők tára, XVII. század, 4.)
- Forgách Mihály–Justus Lipsius levélváltása; sajtó alá rendezte: Stoll Béla, latinból fordította: Pirnát Antal, bevezetőt írta, szerkesztette: Klaniczay Tibor, V. Kovács Sándor, életrajz: Komlovszki Tibor; MTA Irodalomtudományi Intézete, Budapest, 1970 (Studium)
- Szenci Molnár Albert költői művei; sajtó alá rendezte: Stoll Béla; Akadémiai, Budapest, 1971 (Régi magyar költők tára, XVII. század, 6.)
- A magyar irodalomtörténet bibliográfiája I. 1772-ig; összeállította: Stoll Béla, Varga Imre, V. Kovács Sándor; Magyar Tudományos Akadémia Irodalomtudományi Intézete, Budapest, 1972
- Balassi Bálint összes versei. Szép magyar comoediája és levelezése; 3. javított kiadás; sajtó alá rendezte: Stoll Béla, utószó, jegyzetek, idegen nyelvű szövegfordítás: Eckhardt Sándor; Magyar Helikon–Szépirodalmi, Budapest, 1974
- Bethlen Gábor korának költészete; sajtó alá rendezte: Komlovszki Tibor, Stoll Béla; Akadémiai, Budapest, 1976 (Régi magyar költők tára, XVII. század, 8.)
- József Attila minden verse és versfordítása; szöveggondozás: Stoll Béla; Szépirodalmi, Budapest, 1980
- József Attila összes versei. Kritikai kiadás I-II.; közzéteszi Stoll Béla; Akadémiai, Budapest, 1984
- Pajkos énekek; válogatta, szöveggondozás, jegyzetek: Stoll Béla; Szépirodalmi, Budapest, 1984 (Magyar ritkaságok)
- József Attila költeményei; szöveggondozás: Stoll Béla; Helikon, Budapest, 1985
- Gergei Albert: Árgirus históriája; bevezető: Nagy Péter, szöveggondozás, jegyzetek: Stoll Béla; Szépirodalmi, Budapest, 1986
- Madách Gáspár, egy névtelen, Beniczky Péter, gróf Balassa Bálint, Listius László, Esterházy Pál és Fráter István versei; sajtó alá rendezte: Varga Imre, Cs. Havas Ágnes, Stoll Béla; Akadémiai, Budapest, 1987 (Régi magyar költők tára, XVII. század, 12.)
- Szövegkritikai problémák a magyar irodalomban. Egyetemi segédkönyv; Tankönyvkiadó, Pécs, 1987
- József Attila: Szabad-ötletek jegyzéke; közzéteszi Stoll Béla; Atlantisz, Budapest, 1990 (Veszedelmes viszonyok)
- József Attila összes versei; szöveggond. Stoll Béla; Századvég, Budapest, 1992 (Századvég klasszikusok)
- Katolikus egyházi énekek. 1660-as, 1670-es évek. 1. Szövegek; sajtó alá rend. Stoll Béla; Argumentum, Budapest, 1992 (Régi magyar költők tára, XVII. század, 15/A)
- Katolikus egyházi énekek. 1660-as, 1670-es évek. 2. Jegyzetek; sajtó alá rendezte: Stoll Béla; Argumentum, Budapest, 1992 (Régi magyar költők tára, XVII. század, 15/B)
- Balassi-bibliográfia; összeáll. Stoll Béla; Balassi, Budapest, 1994 (Balassi-füzetek, 1.)
- XVI. századi költőkből; válogatta és az utószót írta: Stoll Béla; Unikornis, Budapest, 1994 (A magyar költészet kincsestára, 20.)
- József Attila: Szabad-ötletek jegyzéke; javított kiadás; közzéteszi Stoll Béla; Atlantisz, Budapest, 1997 (Veszedelmes viszonyok)
- A magyar kéziratos énekeskönyvek és versgyűjtemények bibliográfiája, 1542-1840; 2. javított, bővített kiadás; összeállította: Stoll Béla; Balassi, Budapest, 2002
- József Attila összes versei; 4. bővített kiadás; szöveggondozás: Stoll Béla; Osiris, Budapest, 2003 (Osiris klasszikusok)
- A magyar kéziratos énekeskönyvek és versgyűjtemények bibliográfiája (1542–1840) Archiválva 2016. március 4-i dátummal a Wayback Machine-ben; 2. javított, bővített kiadás; összeállította: Stoll Béla; Balassi, Budapest, 2002
- József Attila összes versei. Kritikai kiadás; 2. javított bővített kiadás; közzéteszi Stoll Béla; Balassi, Budapest, 2005
- József Attila levelezése; összeállította: H. Bagó Ilona, Hegyi Katalin, Stoll Béla; Osiris, Budapest, 2006 (Osiris klasszikusok)
- József Attila utolsó verse
- József Attila kötetből kimaradt versei